# 利特尼施羅芬山

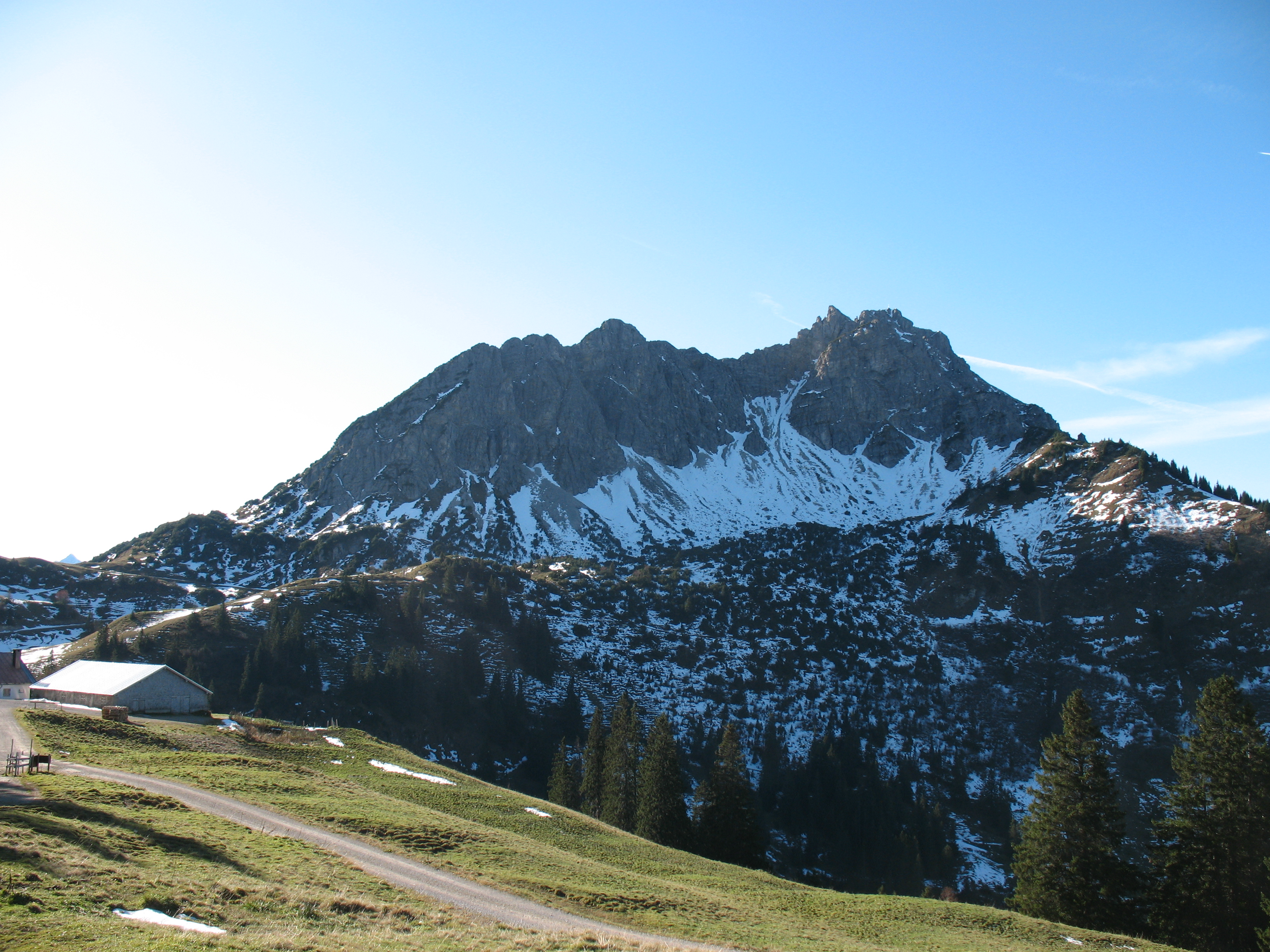

47°27′59″N 10°33′47″E / 47.46639°N 10.56306°E
利特尼施羅芬山（德語：Litnisschrofen），是奧地利的山峰，位於該國西部，由蒂羅爾州負責管轄，屬於阿爾高阿爾卑斯山脈的一部分，距離蘇爾茨峰2公里，海拔高度2,068米。